# Skradnik (gmina Sjenica)
Skradnik (cyr. Скрадник) – wieś w Serbii, w okręgu zlatiborskim, w gminie Sjenica. W 2011 roku liczyła 1 mieszkańca.